# FK Napredok Kičevo
FK Napredok Kičevo (Macedonisch: ФК Напредок Кичево) is een Macedonische voetbalclub uit de stad Kičevo.
In 2001 promoveerde de club voor het eerst naar de hoogste klasse, na enkele seizoenen in de middenmoot degradeerde de club in 2005. In de 2de klasse werd de vice-titel behaald achter Pelister Bitola en kon zo meteen terug promoveren naar de hoogste klasse. In 2009 degradeerde de club, maar kon na één seizoen terugkeren.

## Erelijst
- Beker van Macedonië

Finalist: 2004